# فرودگاه لاففرتی
فرودگاه لاففرتی (به انگلیسی: Lafferty Field) یک فرودگاه خصوصی است که یک باند فرود چمن دارد و طول باند آن ۵۴۸ متر است. این فرودگاه در شهر برونسویل، اورگن کشور ایالات متحده آمریکا قرار دارد و در ارتفاع ۱۰۹ متری از سطح دریا واقع شده است.